# Pedro Nazar
Rómulo Pedro Nazar Anchorena (* 23. Oktober 1892 in Buenos Aires; † 17. März 1966 ebenda) war ein argentinischer Fechter.

## Karriere
Nazar war Sohn von Mercedes de Anchorena Aguirre und entstammte der Familiendynastie Anchorena, die über 150 Jahre hinweg zu den mächtigsten Familien Argentiniens zählte.
1924 nahm er an den Olympischen Spielen in Paris teil. Im Degenfechten erreichte er im Einzel das Viertelfinale, mit der Mannschaft schied er in der ersten Runde aus. Für den Säbeleinzelwettbewerb war er gemeldet, trat jedoch nicht an.